# Ubangi-Szari
Ubangi-Szari (fr. Oubangui-Chari) – dawna francuska kolonia w środkowej Afryce.
Terenem późniejszego Ubangi-Szari Francuzi zainteresowali się w połowie lat 80. XIX wieku. Kolonizacja rozpoczęła się w 1889 roku wraz z założeniem osady Bangi.
W 1894 roku Francja oficjalnie ogłosiła utworzenie nowej kolonii Ubangi-Szari. Przez następną dekadę Francuzi toczyć musieli jednak wojnę z ówczesnym władcą Egiptu, który zgłaszał roszczenia terytorialne wobec tego obszaru.
Po ostatecznym pokonaniu wojsk egipskich w 1903 roku Francuzi rozpoczęli tworzenie kolonialnej administracji. Miejscową ludność opodatkowano i narzucono jej prace przymusowe oraz obowiązek służby wojskowej.
W 1906 roku Ubangi-Szari połączono z kolonią Czad, jednak wraz z utworzeniem Francuskiej Afryki Równikowej w 1910 stało się ono na powrót odrębną kolonią.
Ubangi-Szari było nieustannie rozdzierane powstaniami miejscowej ludności, z których największymi były powstania ludów Baya i Mandża w latach 1909–1911 i 1928–1945.
W 1946 roku Ubangi-Szari otrzymało status terytorium zamorskiego Francji. Jego mieszkańcy otrzymali francuskie obywatelstwo i możliwość wyboru deputowanych do francuskiego Zgromadzenia Narodowego.
Po rozwiązaniu Francuskiej Afryki Równikowej, 1 grudnia 1958 roku Ubangi-Szari otrzymało autonomię pod zmienioną nazwą Republika Środkowoafrykańska.
13 sierpnia 1960 kolonia ogłosiła niepodległość. 